# Veenhuizen (Coevorden)
Pour les articles homonymes, voir Veenhuizen.
Veenhuizen est un hameau situé dans la commune néerlandaise de Coevorden, dans la province de Drenthe.